# Demo 04
 (octobre 2017).
Si vous disposez d'ouvrages ou d'articles de référence ou si vous connaissez des sites web de qualité traitant du thème abordé ici, merci de compléter l'article en donnant les références utiles à sa vérifiabilité et en les liant à la section « Notes et références ».
Albums de Job for a Cowboy
Doom
(2005)
Demo '04 (également connu sous le nom Demo 2004) est un EP, la première réalisation sous forme de démo, du groupe de death metal américain Job for a Cowboy, sorti en 2004.
De genre deathcore, il se compose de 3 titres et est auto-produit.

## Liste des titres
Toutes les chansons sont écrites et composées par Job for a Cowboy.
| 1.    | Dead Stale Endings       | 4:09 |
| 2.    | What We Once Called Home | 4:20 |
| 3.    | Day in Black             | 7:13 |
| 15:42 |                          |      |

## Membres du groupe
- Jonny Davy : chant
- Andrew Arcurio : guitare
- Ravi Bhadriraju : guitare
- Brent Riggs : basse
- Elliott Sellers : batterie